# Conrad Meit

Judit de Conrad Meit.

Conrad Meit (Worms, ha. 1480-Amberes, 1550/1551) fue un escultor renacentista de la escuela flamenca.
Trabajó para Margarita de Austria, en su corte en Malinas; que le encargó los mausoleos para su marido Filiberto el Hermoso, su madre María de Borgoña y el propio de ella, en la iglesia de Brou de Bourg-en-Bresse.
Estos monumentos funerarios se elaboraron como fue bastante corriente en aquella época: con la representación de los personajes en actitud yacente normal y en transi o transido, donde se representaba al difunto en el momento de la transición en forma de esqueleto o con una gran demacración en su aspecto.
Se encuentra una bella escultura de la Virgen con Niño guardada en el tesoro de la catedral de San Miguel y Santa Gúdula de Bruselas, y en el Museo de Gruuthuse de Brujas se conserva un busto-retrato del joven Carlos I modelado en terracota. Realizó gran cantidad de pequeñas estatuillas en bronce o madera de boj, con unos desnudos suaves muy próximos a la estética de Lucas Cranach, como las figuras de Adán y Eva o la Judit, esta última realizada en alabastro.